# Fronteira Bósnia

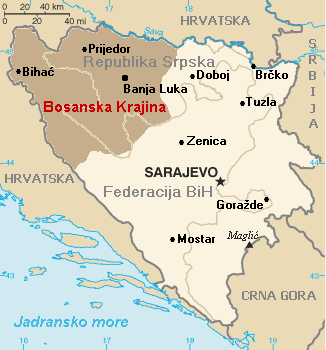
Fronteira Bósnia, região geográfica na região noroeste da Bósnia e Herzegovina

Fronteira Bósnia (em croata: Bosanska Krajina) é uma região - de grande importância histórica, cultural e econômica - no noroeste do país Bósnia e Herzegovina que faz fronteira geográfica com a Croácia. Krajina [ˈkraːina] é um topônimo eslavo polissêmico que pode ser definido grosso modo como "fronteira".